# マリア・ラスニック
マリア・ラスニック（Maria Lassnig、1919年9月8日 - 2014年5月6日）はオーストリアの美術家。

## 略歴
ケルンテン州、ザンクト・ファイト・アン・デア・グラン郡のKappel am Krappfeldに生まれた。婚外子で、母親は別の男性と結婚したため、祖母に育てられた。第二次世界大戦中にウィーン美術アカデミーで学んだ。
身体および個人の表象をセルフポートレートを通して探究するアーティストとして活動し、1950年代にアーノルフ・ライナーらと「Hundsgruppe」という抽象表現主義の影響を受けた前衛的なグループを作り活動した。1951年にライナーとパリを訪れ、「Junge unifigurative Malerei」という展覧会を開き、シュルレアリストのアンドレ・ブルトンや詩人のパウル・ツェランやバンジャマン・ペレと知り合った。
1968年からニューヨークで活動し、1980年にウィーンに戻りウィーン応用美術大学の教授となった。

## 受賞歴
- 1975 Österreichischer Kunstpreis für Bildende Kunst
- 1977 Preis der Stadt Wien für Bildende Kunst
- 1988 Großer Österreichischer Staatspreis für Bildende Kunst
- 1998 Oskar-Kokoschka-Preis
- 2002 Roswitha Haftmann-Preis
- 2002 Rubenspreis der Stadt Siegen
- 2004 Max-Beckmann-Preis der Stadt Frankfurt am Main
- 2005 Österreichisches Ehrenzeichen für Wissenschaft und Kunst
- 2010 Ehrenmitglied der Akademie der bildenden Künste Wien[2]
- 2013 Goldener Löwe|Leone d’Oro alla Carriera der 55. Biennale von Venedig für ihre Lebensleistung<
- 2013 Ehrendoktorat der Universität Klagenfurt|Alpen-Adria-Universität Klagenfurt[3]
- 2016 Straßenbenennung Maria-Lassnig-Straße in Wien-Favoriten[4]